# Acacia thoma
Acacia thoma är en ärtväxtart som beskrevs av Bruce R. Maslin. Acacia thoma ingår i släktet akacior, och familjen ärtväxter. Inga underarter finns listade i Catalogue of Life.